# Малое Голубино
Малое Голубино — бывшая деревня на юге Москвы, в современном районе Ясенево, а также несохранившаяся усадьба и частично сохранившийся усадебный парк (Голубинский лесопарк).
Деревня находилась на берегу речки Битцы. С 1619 года усадьбой владел стольник Тимофей Измайлов, брат воеводы Артемия Измайлова, казненного в 1634 году. Сам Тимофей вместе с семьёй был сослан в Казань, а принадлежавшие ему подмосковные земли стали принадлежать царю Михаилу Федоровичу. В 1653 году, переживший опалу и дождавшийся восстановления в правах, Тимофей Измайлов разделил свою вотчину между детьми на две — так возникли Большое и Малое Голубино. Большое Голубино принадлежало старшему сыну Измайлова Александру Тимофеевичу, а Малое — его братьям Петру и Михаилу. 
Усадьба многократно меняла владельцев, причем аристократы чередовались с нетитулованными дворянами, а те (уже в конце XIX века) с мещанами. В 1812 году в селе проживало около 10 человек, поскольку в Московское ополчение от села был выставлен один ратник, при договорённости московского дворянства выставлять одного ратника от каждых десяти человек. Само село в том же году было разграблено отступавшими наполеоновскими войсками. В 1852 году в сельце было два крестьянских двора с 16 жителями, в 1911 году — уже 26 дворов.
Последние владельцы усадьбы — графиня Мария Сергеевна Салтыкова (1848 - не раньше 1916), дочь М.С.Бутурлиной, владелицы соседней усадьбой Ясенево.
В усадьбе был каменный дворянский дом XVIII века в стиле классицизм, одноэтажный, с фронтоном. К дому вела липовая аллея, имелись пруды. Во время гражданской войны усадьба сильно пострадала и спустя несколько лет погибла окончательно. 
На сегодняшний день усадебных построек не сохранилось, однако уцелел фрагмент парка, с липовой аллеей и Голубинским (Конским) прудом. Парк находится южнее названной по нему Голубинской улицы, западнее Ясеневского лесопарка, сразу южнее него проходит МКАД. Каскад прудов, оказавшийся южнее МКАД, в советские годы был спущен.